# Recursividad BCFW
Las relaciones de recursividad Britto–Cachazo–Feng–Witten son un set de on-shell relaciones de recurrencia en la teoría cuántica de campos. Llevan el nombre de sus creadores, Ruth Britto, Freddy Cachazo, Bo Feng, y Edward Witten.
El método recursivo BCFW es una manera de calcular la amplitud de dispersión. Hoy hay uso extensivo de estas técnicas.